# Sueviota
A Sueviota a csontos halak (Osteichthyes) főosztályának a sugarasúszójú halak (Actinopterygii) osztályába, ezen belül a sügéralakúak (Perciformes) rendjébe, a gébfélék (Gobiidae) családjába és a Gobiinae alcsaládjába tartozó nem.

## Rendszerezés
A nembe az alábbi 4 faj tartozik:
- Sueviota aprica Winterbottom & Hoese, 1988
- Sueviota atrinasa Winterbottom & Hoese, 1988
- Sueviota lachneri Winterbottom & Hoese, 1988 - típusfaj
- Sueviota larsonae Winterbottom & Hoese, 1988